# Signál rádio
Signál rádio (dříve Rádio Jizera) je soukromá regionální rozhlasová stanice, která byla založena v roce 1995 jako regionální stanice pro Mladou Boleslav a okolí.
Hlavní slogan rádia zní „To nejlepší z 80. let“, ale často se ve vysílání objevuje také „To nejlepší z osmdesátek“, „Hrajeme osmdesátky“, „To nej z osmdesátek“, „Prostě osmdesátky“, „Ty nejlepší osmdesátky“ nebo „Hity osmdesátek“.
Od září 2021 stanice změnila své zaměření z českých písní 60.–80. let na převážně světové písně 80. let minulého století. Došlo k výrazným změnám v programu, k personálním změnám a původní slogany a upoutávky byly nahrazeny novými, zaměřujícími se na novou cílovou hudbu a skupinu.
Do 31. března 2022 vysílalo i na 8 vysílačích, které od 1. dubna 2022 obsadilo Radio Spin. Od 19. května 2022 vysílá v multiplexu RTI cz DAB.
Je možné ho poslouchat na několika FM frekvencích, v celoplošném DAB+ Multiplexu, přes internet nebo přes vlastní aplikaci. 

## Historie
Rádio Jizera začalo vysílat z Mladé Boleslavi 13. září 1995 v 10:57 hod. První písnička, kterou odvysílalo byla Moje malá premiéra od Petry Janů. Od 21. ledna 2000 se vysílá 24 hodin vlastní program (předtím 0:00 - 4:00 program sesterského Rádia Delta). Rádio Jizera bylo k 1. prosinci 2013 přejmenováno na Signál rádio. To započalo vysílání ve Středních Čechách a v Praze oficiálně 1. prosince 2013 (ve skutečnosti již v sobotu 30. listopadu). Vzniklo přejmenováním Rádia Jizera poté, co zanikla rozhlasová síť Rádií Hey! a pražskou frekvenci 95,7 MHz dostala mladoboleslavská stanice skupiny RADIO UNITED. V pondělí 8. března 2021 byly změněny znělky a slogany pro dopravní servis, zprávy, sport a počasí. Ve stejný den došlo také k některým změnám v programu vysílání. Do srpna 2021 stanice vysílala převážně české písničky 60.–80. let. Hlavním sloganem rádia byl „Rádio, které žije s Vámi“, ale často se ve vysílání objevoval také slogan „České melodie, které máte rádi“.

## Moderátoři a zprávaři
- Jirka Svoboda
- Adolf Adam
- Lukáš Bláha
- Martin Čípa
- Dominik Port
- Lukáš Frölich
- Lucie Sinková
- Honza Navrátil
- Luboš Dvořák
- Blanka Holoubková
- Luděk Savana Urbánek
- Petr Plintovič
- Tereza Veselá
- Lucie Koldová
- Martin Hovorka

## Program
| Den | 00:00–06:00 | 06:00–09:00            | 09:00–11:00               | 11:00–16:00                        | 16:00–18:00                      | 18:00–21:00               | 21:00–00:00       |                                    |                |
| Po  | Noc 80tek   | Ráno na Signál rádiu   | Dopolední Signál          | Odpolední pohoda ze Signál rádia   | Odpoledne na Signál rádiu        | Večerní Signál            | Večerní Signál    |                                    |                |
| Den | 00:00–06:00 | 06:00–09:00            | 09:00–11:00               | 11:00–16:00                        | 16:00–18:00                      | 18:00–00:00               |                   |                                    |                |
| Út  | Noc 80tek   | Ráno na Signál rádiu   | Dopolední Signál          | Odpolední pohoda ze Signál rádia   | Odpoledne na Signál rádiu        | Večerní Signál            |                   |                                    |                |
| Den | 00:00–06:00 | 06:00–09:00            | 09:00–11:00               | 11:00–12:00                        | 12:00–16:00                      | 16:00–18:00               | 18:00–21:00       | 21:00–22:00                        | 22:00–00:00    |
| St  | Noc 80tek   | Ráno na Signál rádiu   | Dopolední Signál          | Rozhovor Signál rádia              | Odpolední pohoda ze Signál rádia | Odpoledne na Signál rádiu | Večerní Signál    | Signály světových hitparád 80. let | Večerní Signál |
| Den | 00:00–06:00 | 06:00–09:00            | 09:00–11:00               | 11:00–16:00                        | 16:00–18:00                      | 18:00–00:00               |                   |                                    |                |
| Čt  | Noc 80tek   | Ráno na Signál rádiu   | Dopolední Signál          | Odpolední pohoda ze Signál rádia   | Odpoledne na Signál rádiu        | Večerní Signál            |                   |                                    |                |
| Den | 00:00–06:00 | 06:00–09:00            | 09:00–11:00               | 11:00–16:00                        | 16:00–18:00                      | 18:00–21:00               | 21:00–02:00       |                                    |                |
| Pá  | Noc 80tek   | Ráno na Signál rádiu   | Dopolední Signál          | Odpolední pohoda ze Signál rádia   | Odpoledne na Signál rádiu        | Večerní Signál            | The Power Of Love |                                    |                |
| Den | 02:00–08:00 | 08:00–13:00            | 13:00–18:00               | 18:00–19:00                        | 19:00–00:00                      |                           |                   |                                    |                |
| So  | Noc 80tek   | Víkend na Signál rádiu | Víkend na Signál rádiu    | Signály světových hitparád 80. let | 80's Party Signál rádia          |                           |                   |                                    |                |
| Den | 00:00–08:00 | 08:00–13:00            | 13:00–14:00               | 14:00–21:00                        | 21:00–22:00                      | 22:00–00:00               |                   |                                    |                |
| Ne  | Noc 80tek   | Víkend na Signál rádiu | Nedělní Host Signál rádia | Víkend na Signál rádiu             | Savanoviny                       | Večerní Signál            |                   |                                    |                |

## Pořady
| Pořad                              | Moderátor                   | Vysílací den                         | Vysílací čas                                          | Popis |
| ---------------------------------- | --------------------------- | ------------------------------------ | ----------------------------------------------------- | --- |
| 80's Party Signál rádia            | automat                     | sobota                               | 19:00–00:00                                           | Ty největší taneční hity osmdesátých let. |
| ANO nebo NE                        | Lukáš Bláha                 | každý všední den                     | po 08:00 hodině                                       | Blesková soutěž, která provětrá vaše znalosti a všeobecný přehled. |
| Hvězdy na síti                     | Martin Čípa                 | každý týden                          | proměnlivý                                            | Víme, co dělají hudební ikony osmdesátých let, čím se chlubí svým fanouškům nebo co odhalují ze svého soukromí.                                                                                     |
| Magneťák Signál rádia              | závisí na čase              | každý den                            | všední dny: 09:30, 13:30, 17:30; víkend: 12:30, 17:30 | Písničky, které jsme si kdysi nahrávali na kazety nebo magnetofonové kotouče. |
| Miluju Prahu                       | David Černý                 | úterý; reprízy ve čtvrtek a v neděli | po poledni; po 16:00 hodině a po 19:00 hodině         | Připravte si uši a nechte se vtáhnout do světa tajemství a historie Prahy. |
| Ráno na Signál rádiu               | Lukáš Bláha                 | každý všední den                     | 06:00–09:00                                           | Přinášíme vám aktuality a zajímavosti z domova i ze světa; poradíme, co si vzít na sebe, aby vás nepřekvapilo počasí; víme, jak to jezdí na silnicích a nechybí ani zajímavé soutěže o pěkné dárky. |
| (Nedělní) Rozhovor Signál rádia    | Lucie Sinková, Luboš Dvořák | středa; neděle                       | 11:00–12:00; 18:00–19:00                              | Zajímaví hosté odpovídají na naše všetečné dotazy. |
| Savanoviny                         | Luděk Savana Urbánek        | neděle                               | 21:00–22:00                                           | Setkání se zajímavými muzikanty, sportovci, herci, ale i cestovateli a třeba i komedianty. |
| Signály hudební minulosti          | Lukáš Bláha                 | každý všední den                     | po 10., 14. a 19.hod                                  | Proleťte se s námi časem a připomeňte si zajímavé hudební události dne. |
| Signály pro radost                 | závisí na čase              | každý všední den                     | proměnlivý                                            | Až zazní výzva, zavolejte do studia a řekněte svůj vzkaz. |
| Signály světových hitparád 80. let | Martin Hovorka              | sobota                               | 18:00–19:00                                           | Hodina, kdy si s námi připomenete hity, které kdysi bořily hudební žebříčky. |
|                                    |                             |                                      |                                                       | |
| Signály z minulosti                | Jirka Svoboda               | každý den                            | proměnlivý                                            | Ty nejzajímavější události z historie uplynulého dne. |
| Signály z regionu                  | Luboš Dvořák                | každý všední den                     | proměnlivý                                            | Informace o aktuálním dění ve vašem regionu. |
| The Power Of Love                  | automat                     | pátek                                | 21:00–02:00                                           | Pět hodin ploužáků a písniček o lásce. |

## Vysílače
Signál Rádio využívá následující FM frekvence:
| Vysílač                   | Kmitočet  | Výkon (ERP) | Polarizace |
| ------------------------- | --------- | ----------- | ---------- |
| Mnichovo Hradiště         | 89,2 MHz  | 0,1 kW      | vertikální |
| Jičín                     | 94,2 MHz  | 0,2 kW      | vertikální |
| Praha – Pankrác           | 95,7 MHz  | 0,8 kW      | kruhová    |
| Brno                      | 98,1 MHz  | 0,5 kW      | vertikální |
| Mělník                    | 99,9 MHz  | 0,1 kW      | vertikální |
| Mladá Boleslav – Chloumek | 105,7 MHz | 1 kW        | vertikální |

Od roku 2025 využívá v Multiplexu ČRA tyto DAB+ frekvence. 
| Vysílač                     | kanál | kmitočet | výkon (kw) | polarizace |
| --------------------------- | ----- | -------- | ---------- | ---------- |
| Praha - Město (Žižkov)      | 11D   | 222 MHz  | 20 kW      | vertikální |
| Plzeň - Radec               | 11B   | 218 MHz  | 10 kW      | vertikální |
| Ostrava - Hošťálkovice      | 11D   | 222 MHz  | 10 kW      | vertikální |
| Brno - Hády                 | 7C    | 192 MHz  | 10 kW      | vertikální |
| Beroun                      | 11D   | 222 MHz  | 0,3 kW     | vertikální |
| Čtyřkoly                    | 11D   | 222 MHz  | 0,2 kW     | vertikální |
| Měchnov                     | 11D   | 222 MHz  | 0,2 kW     | vertikální |
| Kácov                       | 11D   | 222 MHz  | 0,2 kW     | vertikální |
| Jihlava - Rudný             | 7B    | 190 MHz  | 1 kW       | vertikální |
| Velké Meziříčí              | 7B    | 190 MHz  | 0,2 kW     | vertikální |
| Tasov                       | 7B    | 190 MHz  | 0,3 kW     | vertikální |
| Křoví                       | 7B    | 190 MHz  | 0,2 kW     | vertikální |
| Rosice                      | 7C    | 192 MHz  | 0,2 kW     | vertikální |
| Brno                        | 7C    | 192 MHz  | 10 kW      | vertikální |
| Olomouc - Radíkov           | 11B   | 218 MHz  | 2 kW       | vertikální |
| Nový Jičín - Veselský       | 11D   | 222 MHz  | 1 kW       | vertikální |
| Tachov                      | 11B   | 218 MHz  | 1 kW       | vertikální |
| České Budějovice - Kleť     | 10C   | 213 MHz  | 20 kW      | vertikální |
| Trutnov - Černá Hora        | 11D   | 222 MHz  | 10 kW      | vertikální |
| Jáchymov - Klínovec         | 11B   | 218 MHz  | 10 kW      | vertikální |
| Jeseník - Praděd            | 11B   | 218 MHz  | 10 kW      | vertikální |
| Jihlava - Javořice          | 7B    | 190 MHz  | 10 kW      | vertikální |
| Klatovy - Barák             | 11B   | 218 MHz  | 10 kW      | vertikální |
| Liberec Ještěd              | 11B   | 218 MHz  | 10 kW      | vertikální |
| Mikulov - Děvín             | 7C    | 192 MHz  | 10 kW      | vertikální |
| Pardubice - Krásné          | 11A   | 216 MHz  | 10 kW      | vertikální |
| Ústí n. L. - Buková Hora    | 11B   | 218 MHz  | 10 kW      | vertikální |
| Votice - Mezivrata          | 10C   | 213 MHz  | 10 kW      | vertikální |
| Zlín - Tlustá Hora          | 7C    | 192 MHz  | 10 kW      | vertikální |
| Valašské Meziříčí - Radhošť | 11D   | 222 MHz  | 2,5 kW     | vertikální |
| Pozořice - Poustka          | 7C    | 192 MHz  | 0,2 kW     | vertikální |

Do 31. března 2022 vysílalo i na těchto 8 FM vysílačích:(zde ho nahradilo rádio Spin)
| Vysílač          | Kmitočet  | Výkon (ERP) | Polarizace |
| ---------------- | --------- | ----------- | ---------- |
| Karlovy Vary     | 87,8 MHz  | 0,2 kW      | vertikální |
| Chotěboř         | 89,0 MHz  | 0,1 kW      | vertikální |
| Liberec          | 94,1 MHz  | 0,2 kW      | vertikální |
| Plzeň            | 94,9 MHz  | 0,1 kW      | vertikální |
| Jihlava          | 96,2 MHz  | 0,05 kW     | vertikální |
| Hradec Králové   | 104,1 MHz | 0,2 kW      | vertikální |
| České Budějovice | 106,8 MHz | 0,05 kW     | vertikální |
| Tábor            | 107,8 MHz | 0,1 kW      | vertikální |

Signál Rádio původně vysílalo v DAB+ multiplexu RTI, v lednu 2025 ale přešlo do multiplexu Českých Radiokomunikací, díky kterému může zvýšit své pokrytí po celém Česku.